# De blote zon
De blote zon (Engelse titel: The Naked Sun) is een sciencefictionroman uit 1957 van de Amerikaanse schrijver Isaac Asimov en de tweede roman uit de Robot-reeks. Het verhaal werd oorspronkelijk in verschillende delen gepubliceerd in Astounding Science Fiction van oktober tot december 1956.

## Verhaal
Inspecteur Elijah Baley en zijn robot-partner R. Daneel Olivaw worden ontboden op Solarië waar ze de moord moeten onderzoeken op Rikaine Delmarre, een prominent "fetologist". Voor een aardbewoner die gewoon is onder de grond te leven is deze planeet een verschrikking. De planeet wordt bewoond door een handvol mensen die niet in overvolle stalen holen wonen zoals op aarde, maar op de oppervlakte in grote geïsoleerde landgoederen, omringd door een grote groep robots. Baley moet, zodra hij op de planeet arriveert, zijn eigen angsten overwinnen onder de straling van een blote zon.